# Léon Bailly
Pour les articles homonymes, voir Bailly.
Léon Bailly est un peintre français du XIXe siècle originaire du Pas-de-Calais. Il est connu en tant que peintre d'histoire, de genre et de portraits.

## Biographie
Léon-Charles-Adrien Bailly, fils du sieur Adrien-Florent Bailly et de dame Charlotte-Justine-Angélique Caffieri, nait à Saint-Omer (Pas-de-calais) le 31 mars 1826.
À Saint-Omer, le peintre Hippolyte-Joseph Cuvelier lui donne ses premières leçons.
Il entre à l'école des Beaux-Arts de Paris en 1851 et y suit l'enseignement de Léon Cogniet.
Léon-Charles-Adrien Bailly s'est fait connaitre en tant que peintre d'histoire, de genre et de portraits.
Il expose au Salon de peinture et de sculpture de Paris à partir de 1849. On le retrouve parmi les exposants jusqu'en 1870.
Il expose également à Bruxelles en 1863 et à Lille en 1866
Il obtient une médaille de bronze à l'exposition de Troyes en 1860.
Léon Bailly donne des cours de peinture dont bénéficie notamment Louis Comfort Tiffany en 1868-1869. L'œuvre de celui-ci montre l'influence exercée par Léon Bailly.
Léon Bailly a droit à une brève notice dans l'annuaire publié par la Gazette des beaux-arts des années 1869 et 1870.
De même, le Allgemeines Künstler-lexikon , (Lexique général des artistes) de Georg Kaspar Nagler  le cite en 1878
Selon Gérald Ackermann, le spécialiste du peintre Jean-Léon Gérôme, Léon Bailly côtoie un moment ce dernier ainsi que Narcisse Berchère. Mais il est possible qu'il y ait confusion entre Léon Bailly et Léon Belly, également natif de Saint-Omer en 1827.
Pendant la Guerre franco-allemande de 1870, Léon Bailly participe à la défense de Paris assiégée par les Allemands du 19 septembre 1870 au 28 janvier 1871 : pendant ce siège de Paris, il fait partie de la garde nationale de Paris, en tant que canonnier à la 6e batterie d'artillerie puis garde au 38e bataillon
Il meurt à Paris le 20 avril 1871.

## Œuvres
Plusieurs tableaux de Bailly sont au musée de l'hôtel Sandelin de Saint-Omer, sa ville natale.
Les deux premiers cités sont les plus connus :
- Étienne Dolet conduit au supplice, huile sur toile, non datée[13].
- Départ de Bicêtre de la chaine des condamnés (huile sur toile, non datée), musée du domaine départemental de Sceaux[14].

- Les pères chartreux sortant de la chapelle N.-D. de Casalibus[13].
- La Pénitence[13].
- Chiens[13].

- Abailard se défendant devant le concile de Sens[15].
- Trois études, dessin[16].

- Scène d'amour au clair de lune[17].
- Les collections du Musée des Invalides[18].
- Paysages de montagne en Suisse dont vue du Cervin[19].
- In Front of the Pub[20],[21].
- Musizierende Arbeiterkinder mit ihren Müttern vor einem Wirtshaus[22].
- Femme de San Germano, 1863 [4].
- Norma, 1864[23].
- Un pré à Charbonnières : Lyonnais, 1864
- La pénitence, 1865[24].
- Mignon, 1865[24].
- Retour des vendanges, 1866[25].
- Les sœurs au lutrin, 1866[5].
- Le jour de la paye, 1868[26].
- Sybille, 1868[26].
- Une chambre ardente, 1869[26].
- Portrait de M. B..., 1870[26].
- La bonne mère, 1870[26].

Est également attribuée au peintre, une sculpture : Terrassier 1899 (bronze).